# Покровка (Миловский сельсовет)
Покро́вка (баш. Покровка) — упразднённая деревня в Уфимском районе Республики Башкортостан. Входила в состав Миловского сельсовета. Включена в состав села Миловка. Находится в Уфимской агломерации.

## История
В 1950-х годах деревня Покровка входила в состав Дмитриевского сельсовета. К концу 1990-х годов деревня была упразднена и включена в состав села Миловка.

## География
Расположено вблизи старого русла реки Белой
Улицы
- Улица Нижняя Покровка
- Улица Верхняя Покровка
- Улица Горная

Географическое положение
Расстояние до:
- районного центра (Уфа): 14 км,
- ближайшей ж/д станции (Уфа): 14 км.

## Население
По данным на 1984 год, в деревне проживало около 90 человек.

## Инфраструктура
В деревне имеется водозабор села Миловка, садовое товарищество.

## Транспорт
Расположена в трёх километрах от федеральной автомагистрали М7.
До Уфы можно добраться на маршрутном такси № 281 (с. Миловка — Центральный рынок) и № 112 (с. Миловка — Центральный Рынок).